# 218号美国国道
218号美国国道（英語：U.S. Route 218）是一条美國國道，始建于1926年。虽然从技术上讲，218号美国国道应该是18号美国国道的辅助线，但是218国道既没有在起点也没有在终点於18号国道上，而是在爱荷华州查尔斯市附近和18号国道有8英里（13）的共用路段。218起点位于艾奥瓦州基奥卡克市中心的136号美国国道上，终点在明尼苏达州的奥瓦通纳，35号州际公路和14号美国国道的交汇处。